# Abdij van Weltenburg
De sint-Jorisabdij van Weltenburg (Duits: Kloster Weltenburg, Abtei zum heiligen Georg) is een benedictijnenabdij in Weltenburg, een stadsdeel van de stad Kelheim in Beieren gelegen in het bisdom Regensburg. De abdij ligt aan de oevers van de Donau, meer bepaald aan de glij-oever van een meander, in de binnenlus van de plaatselijke rivierloop. De abdij is bekend door zijn abdijkerk en de brouwerij. Als invulling van de voor de benedictijnerorder belangrijke leefregel van gastvrijheid en dienstbaarheid, neemt de abdij de pastorale zorg op zich van vier omliggende parochies, en worden gasten ontvangen in de Begegnungsstätte St. Georg.

## Geschiedenis
De lokale overlevering duidt dat een eerste klooster door Ierse of Schotse monniken, genaamd Eustachius en Agilus, vanuit de abdij van Luxeuil opgericht zou zijn in 617. De kloostergemeenschap zou zich verbonden hebben te leven volgens de kloosterregels van Columbanus. Rupert van Salzburg op doortocht in het klooster rond 700 zou de kloosterkerk gewijd hebben in ere van de Heilige Joris (Georg).
In de 8e eeuw, mogelijk als gevolg van de door Bonifatius doorgevoerde kerkhervormingen in het gebied, ging het klooster van Weltenburg over op de kloosterregels van Benedictus van Nursia. De benedictijnenabdij genoot van de bescherming van hertog Tassilo III en na diens verstoting door Karel de Grote werd de abdij zelfs door deze laatste een rijksabdij met rijksonmiddellijke soevereiniteit.
In het begin van de 10e eeuw werd de abdij tijdelijk ontruimd als een gevolg van de Hongaarse invallen. Maar in 932 werd de abdij terug bevolkt met monniken van de abdij van Sankt Emmeram, en verkreeg de abdij van Weltenburg de hoedanigheid van eigenklooster van het bisdom Regensburg.
Van 1123 tot 1328 leefden in de abdij Augustijner Koorheren. Een nieuw gebouwde abdijkerk werd door hen in 1191 gewijd.
In de 14e en 15e eeuw ondergaat de abdij een aantal hervormingen, onder meer door het streven naar hervorming en soberheid bij kloosterorden van paus Benedictus XII, voor de benedictijnen in 1336 neergeschreven in het schrijven Summi magistri. In Beieren mondde dit uit in de Kastler Reformen. In de 16e eeuw werd de abdij tijdens de Schmalkaldische Oorlog geplunderd. Om te overleven moest de abt een aantal waardevolle stukken uit de kloosterbibliotheek verkopen. In de 17e eeuw volgden tijdens de Dertigjarige Oorlog nieuwe plunderingen. In 1686 sloot de abdij zich aan bij de in 1684 opgerichte Beierse Congregatie van benedictijnenabdijen.
Uit de Reichsdeputationshauptschluss van 1803 volgden heel wat verschuivingen in machtsevenwichten en een grotere scheiding van kerk en staat en de Säkularisation in Beieren leidde dat jaar zelfs tot het opheffen van de benedictijnengemeenschap in de abdij van Weltenburg. Op 25 augustus 1842 werd de abdij terug heropend, als een priorij van de abdij van Metten. De priorij werd in 1858 geïncorporeerd in de heropgerichte Beierse Benedictijnencongregatie. In 1913 wordt de abdij hersteld in zijn zelfstandige rol als benedictijnenabdij en is de abdij niet meer afhankelijk van de abdij van Metten.

## Abdijkerk

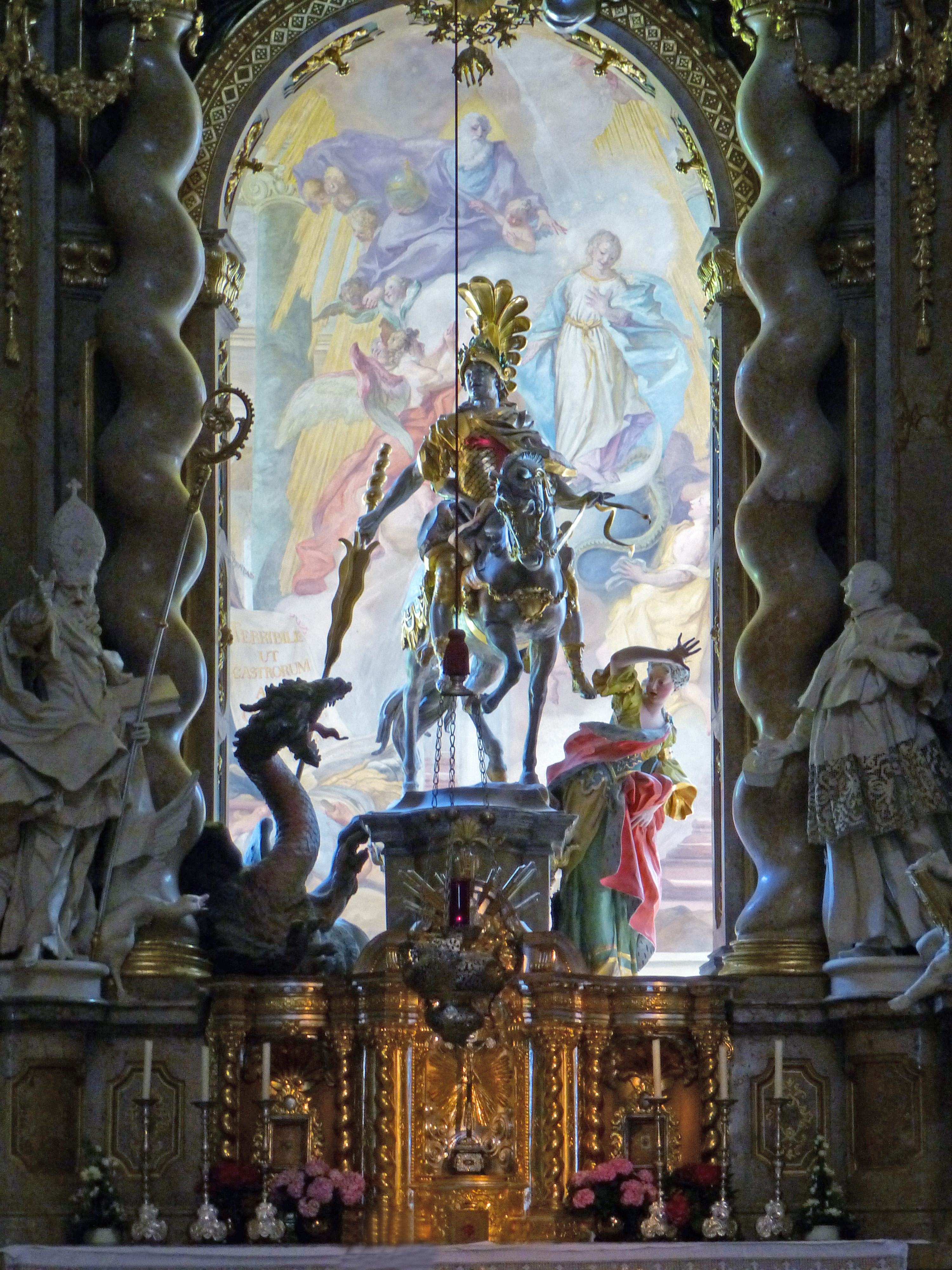
Hoogaltaar van Sint-Joris

De abdijkerk is toegewijd aan Sint Joris, en is een icoon van Beierse barokbouwkunst. De kerk werd gebouwd van 1716 tot 1718 gelast door abt Maurus Bächl met als architect de franciscaan Philipp Plank.
De inrichting van de kerk is van de hand van de gebroeders Asam van rond 1720-1730, waarin Cosmas Damian Asam ook een portret van zijn broer Egid Quirin Asam in de plafondfresco verwerkte, en Egid Quirin Asam in een beeldhouwwerk ook omgekeerd Cosmas Damian Asam uitbeeldde.

## Klosterbrauerei Weltenburg
De Klosterbrauerei Weltenburg geldt volgens de meeste bronnen niet als de oudste nog operationele brouwerij ter wereld, want die eer is voor de tien jaar oudere Bayerische Staatsbrauerei Weihenstephan in Freising, die sinds 1040 bestaat en oorspronkelijk ook een kloosterbrouwerij van Benedictijnen was. De ouderdomsclaim wordt weliswaar betwist, de echtheid van de oorkonde waarin dit recht wordt vermeld staat immers ter discussie. De Klosterbrauerei Weltenburg opgestart in of voor 1050 is zonder discussie wel de oudste nog operationele kloosterbrouwerij. De brouwerij behoort ook alzo tot de oudste ondernemingen ter wereld.
De jaarlijkse productie van Klosterbrauerei Weltenburg GmbH bedraagt bijna 30.000 hectoliter. In het Klosterhof is een biergarten gevestigd, waar producten uit de brouwerij worden geserveerd. In het weekend worden sinds april 2007 rondleidingen door de brouwerij aangeboden. De "Weltenburger Kloster Barock Dunkel" werd bekroond met de "World Beer Cup" als het beste donkere bier ter wereld in 2004, 2008 en 2012.

### Assortiment
- Weltenburger Kloster Barock Dunkel
- Weltenburger Kloster Asam Bock
- Weltenburger Kloster Anno 1050
- Weltenburger Barock Hell
- Weltenburger Urtyp Hell
- Weltenburger Weißbier hell
- Weltenburger Weißbier dunkel
- Weltenburger Weißbier alkoholfrei
- Weltenburger Pils
- Weltenburger Kloster Winter-Traum